# Montenegro al Festival de la Cançó d'Eurovisió
Montenegro participava al Festival de la Cançó d'Eurovisió, primer com a part de Iugoslàvia i després com a part de la unió entre Sèrbia i Montenegro. En 2006, Sèrbia i Montenegro es van haver de retirar de la competició, a causa d'una diferència entre tots dos països. El mateix any, un referèndum dut a terme el 21 de maig de 2006 va decidir que Montenegro seria un país independent. Abans de la independència, el grup montenegrí No Name va representar Sèrbia i Montenegro en l'edició de 2005, així com els representants de Iugoslàvia en les edicions de 1983 i 1984 van ser de Montenegro.
Amb el 7è lloc de No Name en 2005, el país va obtenir una plaça directa en la final del Festival de 2006. Durant la preselecció de 2006, es va descobrir certa manipulació per part del país per enviar novament No Name i, per tant, Sèrbia va refusar enviar-los, fet que va provocar que tots dos països es retiressin de la competència. Segons els serbis, la banda havia guanyat injustament en 2005 i hi havia mostres de manipulació en aquella edició també. El conflicte va ocasionar que Sèrbia i Montenegro no hi participés aquell any. L'espai lliure va ser pres per Croàcia, encara que se'ls va permetre, a Sèrbia i Montenegro, participar en el televot de la semifinal i de la final.
En 2007, com a estat independent, Montenegro va seleccionar el seu primer representant mitjançant una final final nacional, anomenada MontenegroSong, que abans funcionava com una de les dues semifinals (l'altra era la de Sèrbia). El debut del país no va ser del tot reeixit, ja que el seu representant, Stevan Faddy i la cançó «Ajde, Kroči» van acabar en el 23è lloc durant la semifinal. Hi han participat tant el 2008 com el 2009, amb Stefan Filipović i Andrea Demirović, respectivament, sense aconseguir passar cap vegada a la final. Això va provocar que decidissin retirar-se del festival des 2010 i 2011.
Montenegro va tornar al Festival en 2012, que va tenir lloc a Bakú, però va ser eliminat en la 1a semifinal. En 2013, a pesar de ser favorits per a passar a la final per primera vegada amb «Igranka», una mala valoració per part del jurat (malgrat haver quedat 4t en el televot), va provocar que el duo Who See & Nina Žižić no ho aconseguissin.
En 2014, el famós cantant local Sergej Ćetković va aconseguir que el país, per primera vegada, passés a la final de dissabte amb la cançó «Moj Svijet». Montenegro va quedar en el lloc 19è amb 37 punts en la gran final. A més, va aconseguir la màxima puntuació de la llavors coneguda com a Antiga República Iugoslava de Macedònia i d'Armènia.
L'any 2015, el cantant Knez aconsegueix classificar Montenegro per segona vegada amb la cançó «Adio». Knez va aconseguir la millor posició del país, la 13a amb 44 punts.
En 2016, la jove banda Highway no va aconseguir la tercera classificació per al país amb «The Real Thing», un tema rock que quedaria 13è en la seva semifinal amb 60 punts. Els tres anys posteriors, amb Slavko Kalezić, Vanja Radovanović i D Mol, respectivament, el país balcànic va córrer la mateixa sort.
En 2020, el país va anunciar la seva retirada per tal de destinar els diners a renovar els vehicles de la corporació de radiotelevisió pública.
Montenegro no ha quedat mai en el TOP-10 dins d'una gran final.

## Participacions
Llegenda
| Any                                   | Seu         | Artista              | Cançó                     | Final                | Punts                | Semifinal | Punts |
| ------------------------------------- | ----------- | -------------------- | ------------------------- | -------------------- | -------------------- | --------- | ----- |
| 2007                                  | Hèlsinki    | Stevan Faddy         | «Ajde, Kroči»             | No es va classificar | No es va classificar | 22        | 33    |
| 2008                                  | Belgrad     | Stefan Filipović     | «Zauvijek Volim Te»       | No es va classificar | No es va classificar | 14        | 23    |
| 2009                                  | Moscou      | Andrea Demirović     | «Just Get Out Of My Life» | No es va classificar | No es va classificar | 11        | 44    |
| No hi va participar entre 2010 i 2011 |             |                      |                           |                      |                      |           |       |
| 2012                                  | Bakú        | Rambo Amadeus        | «Euro Neuro»              | No es va classificar | No es va classificar | 15        | 20    |
| 2013                                  | Malmö       | Who See & Nina Žižić | «Igranka»                 | No es va classificar | No es va classificar | 12        | 41    |
| 2014                                  | Copenhaguen | Sergej Ćetković      | «Moj Svijet»              | 19                   | 37                   | 7         | 63    |
| 2015                                  | Viena       | Knez                 | «Adio»                    | 13                   | 44                   | 9         | 57    |
| 2016                                  | Estocolm    | Highway              | «The Real Thing»          | No es va classificar | No es va classificar | 13        | 60    |
| 2017                                  | Kíev        | Slavko Kalezić       | «Space»                   | No es va classificar | No es va classificar | 16        | 56    |
| 2018                                  | Lisboa      | Vanja Radovanović    | «Inje»                    | No es va classificar | No es va classificar | 16        | 40    |
| 2019                                  | Tel-Aviv    | D Mol                | «Heaven»                  | No es va classificar | No es va classificar | 16        | 46    |
| No hi va participar entre 2020 i 2021 |             |                      |                           |                      |                      |           |       |
| 2022                                  | Torí        | Vladana Vučinić      | «Breathe»                 | No es va classificar | No es va classificar | 17        | 33    |
| No hi va participar entre 2023 i 2024 |             |                      |                           |                      |                      |           |       |
| 2025                                  | Basilea     | Nina Žižić           | «Dobrodošli»              | No es va classificar | No es va classificar | 16        | 12    |

## Galeria d'imatges

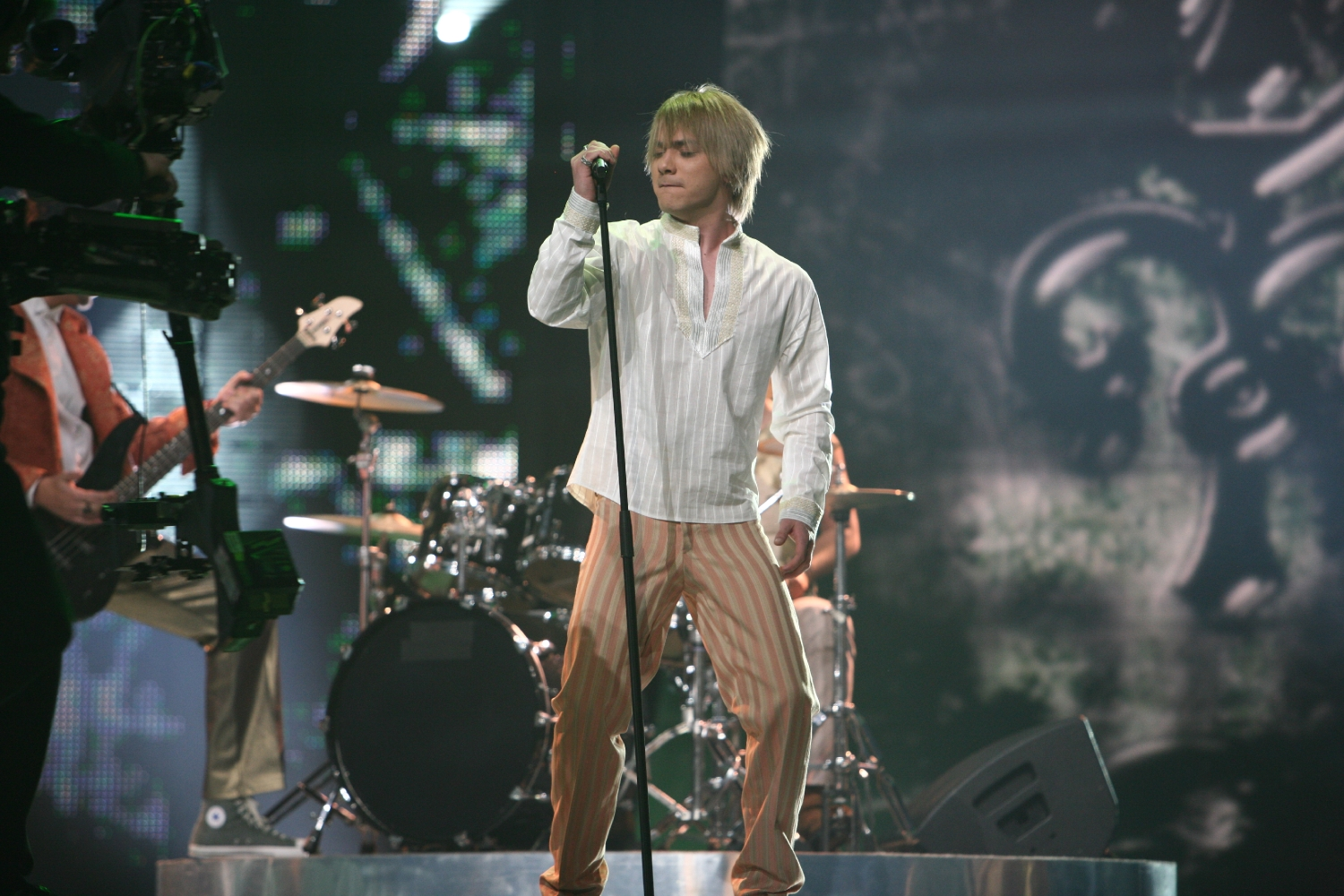
Stevan Faddy a Hèlsinki (2007)
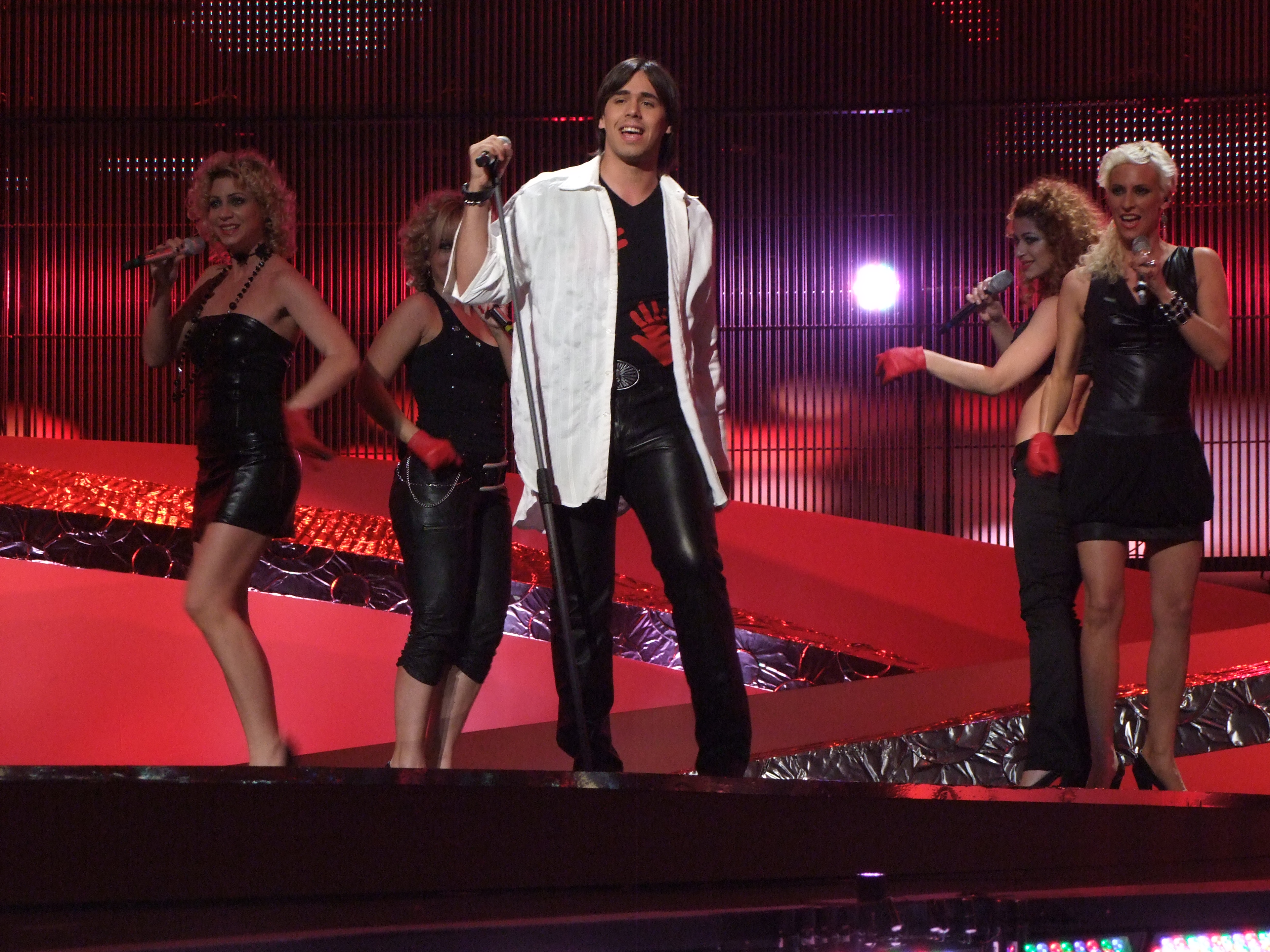
Stefan Filipović a Belgrad (2008)
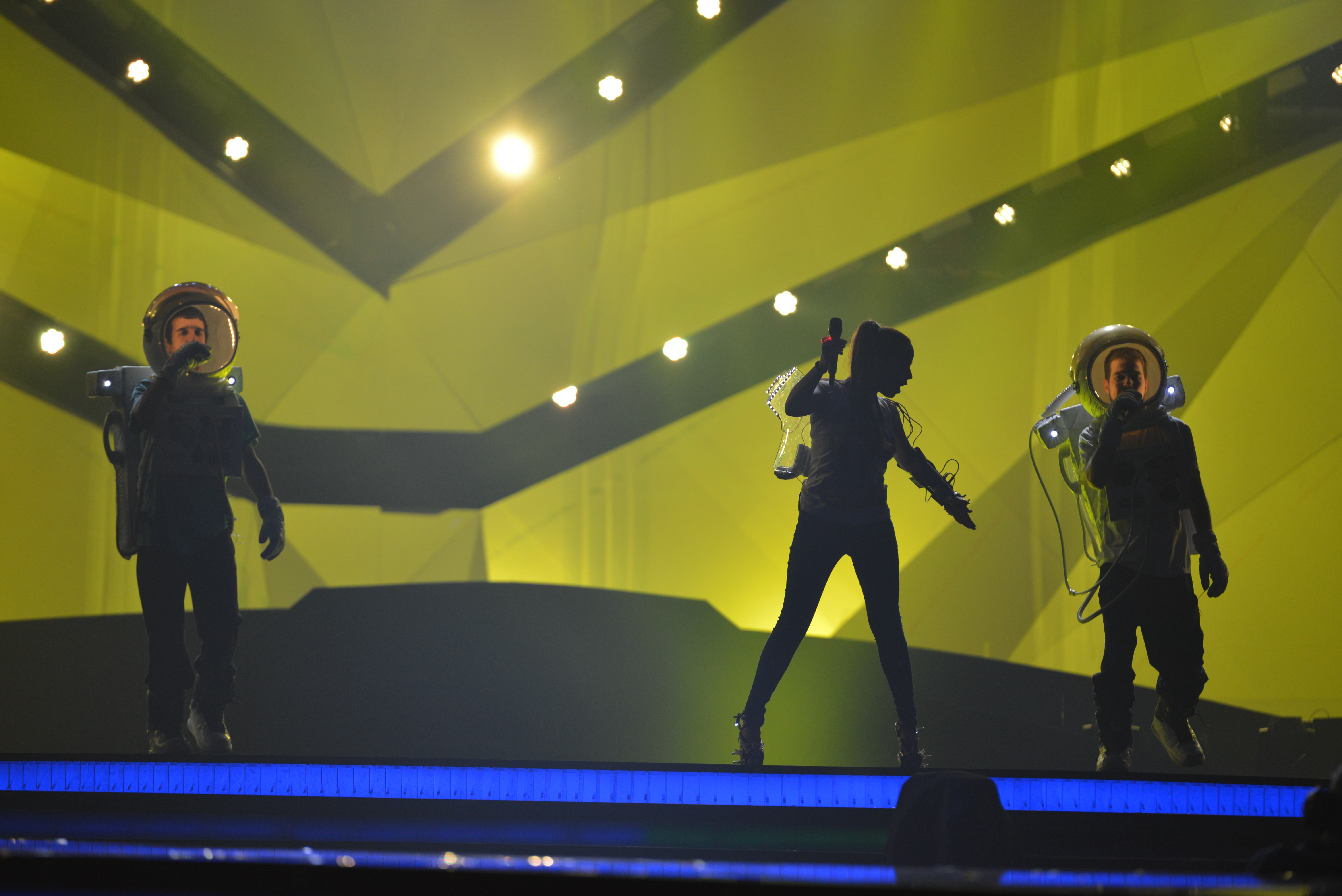
Who See & Nina Zizić a Malmö (2013)
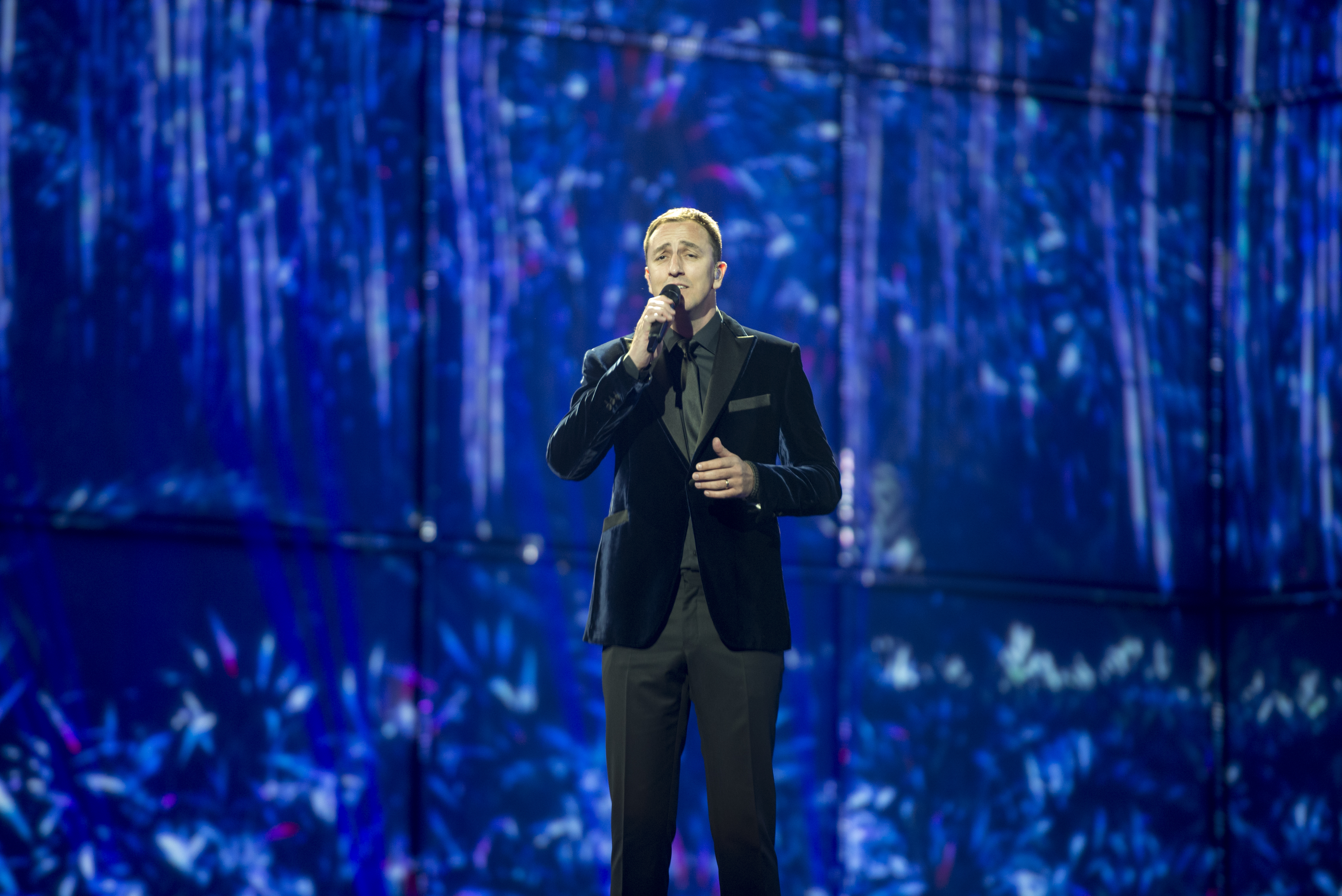
Sergej Ćetković a Copenhaguen (2014)
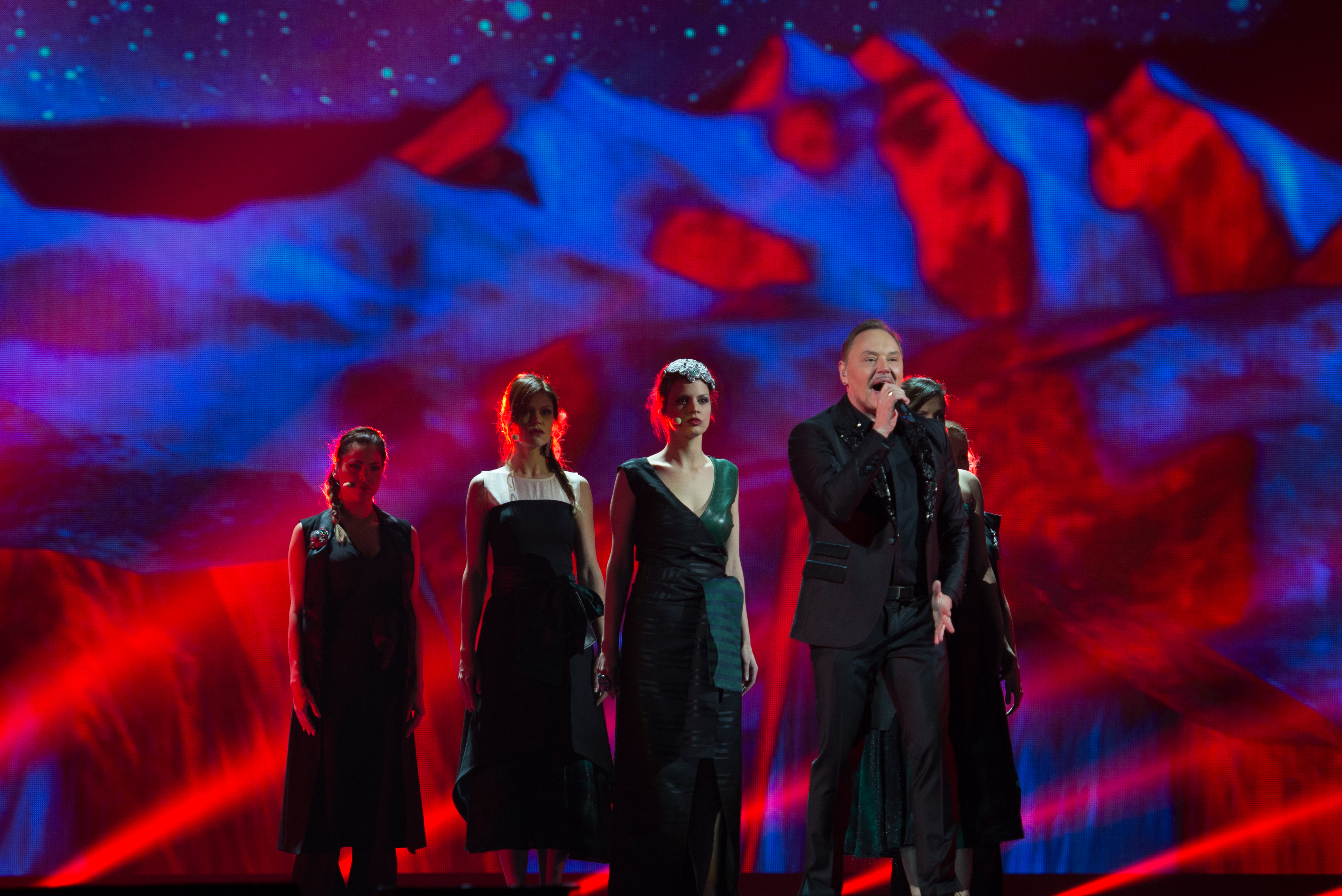
Knez a Viena (2015)
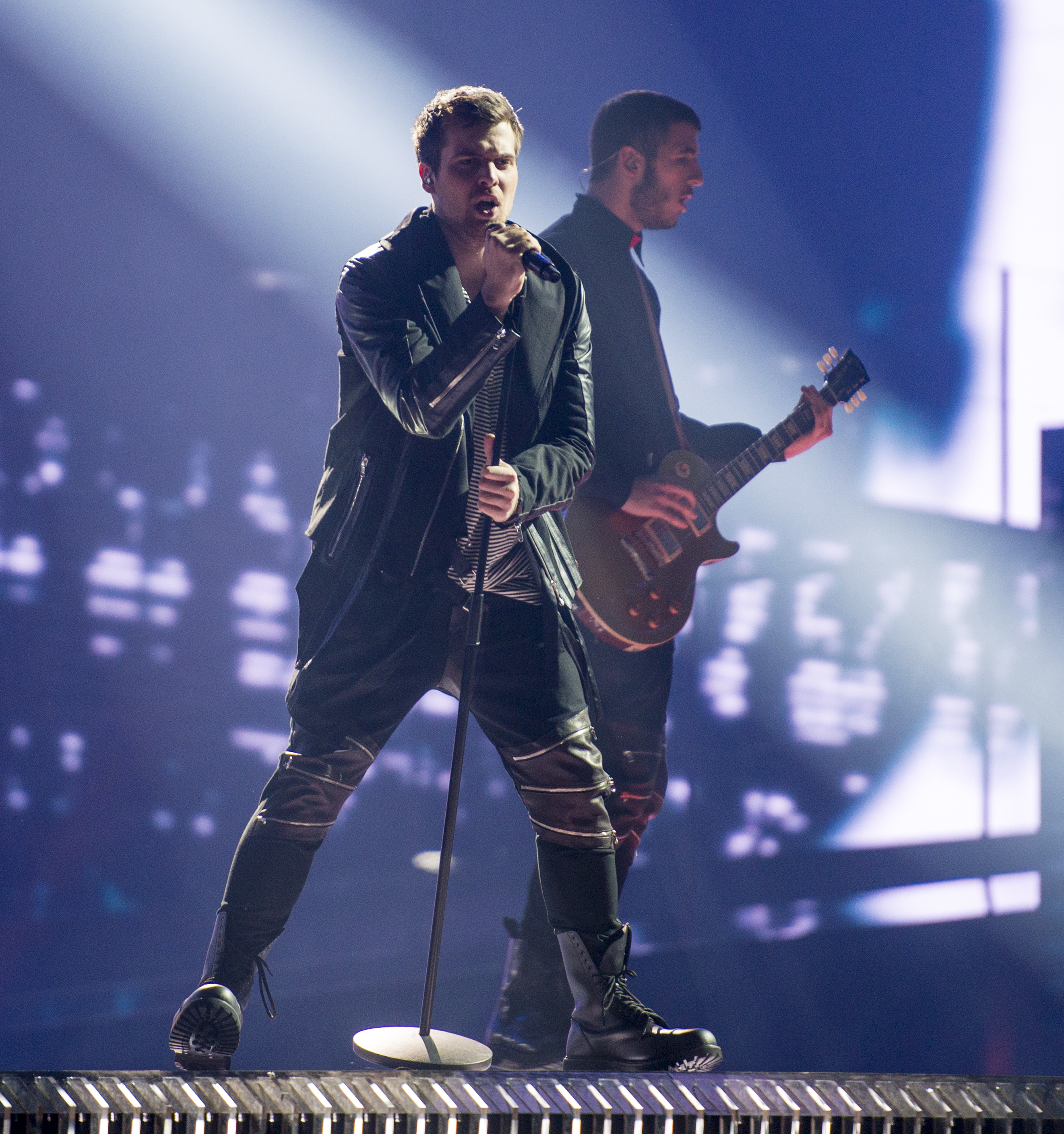
Highway a Estocolm 2016)
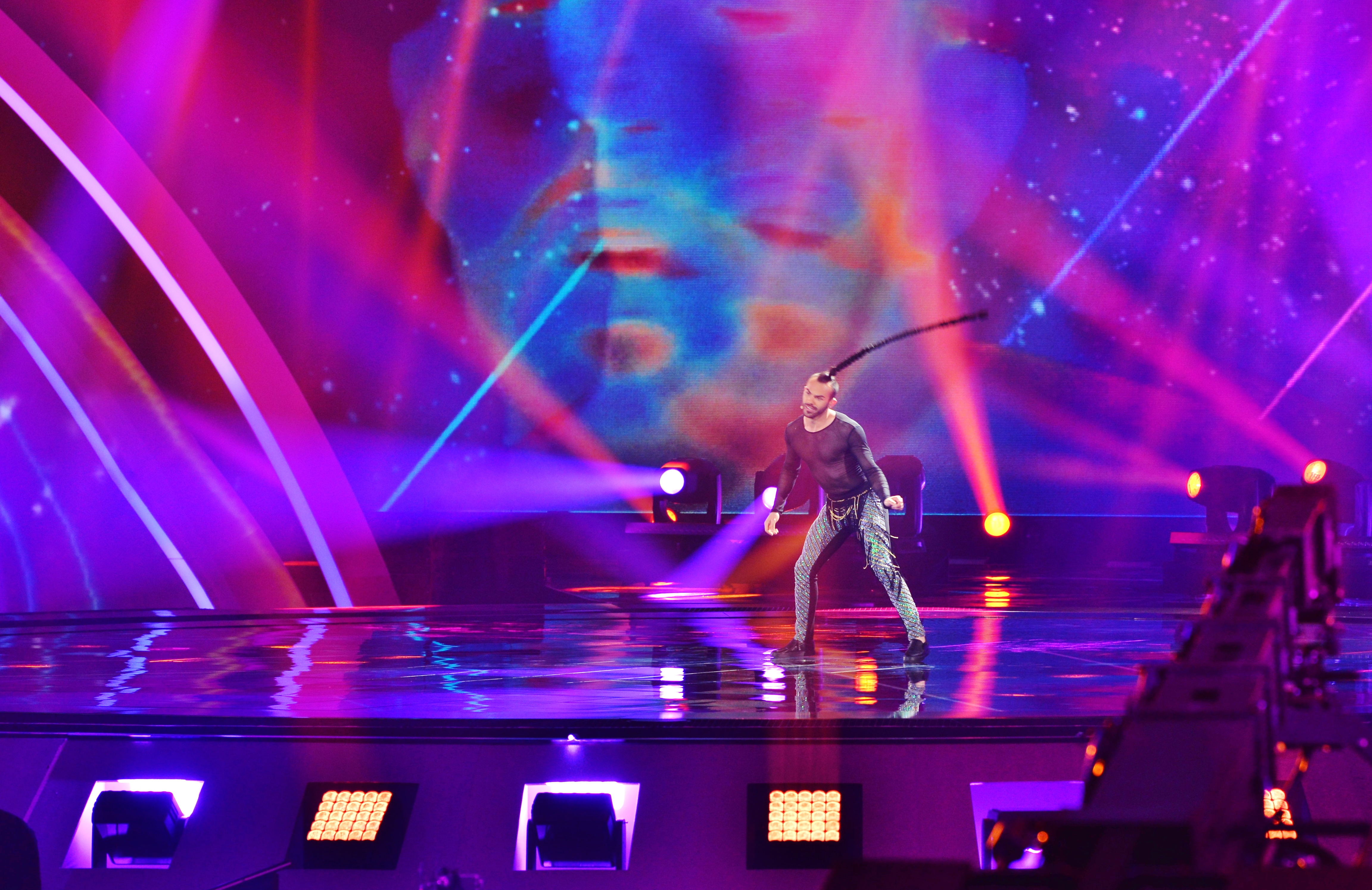
Slavko Kalezić a Kíev (2017)
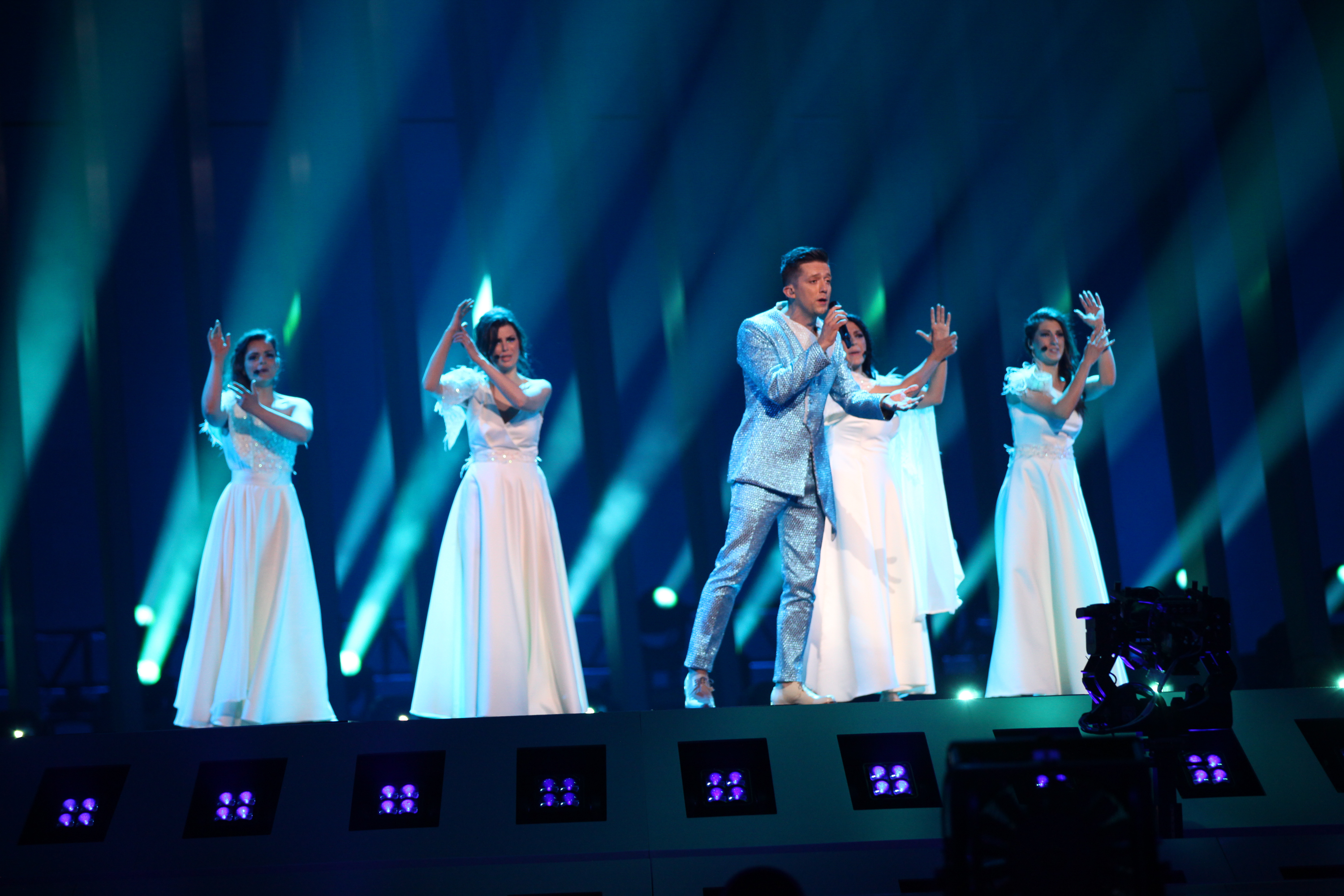
Vanja Radovanović a Lisboa (2018)
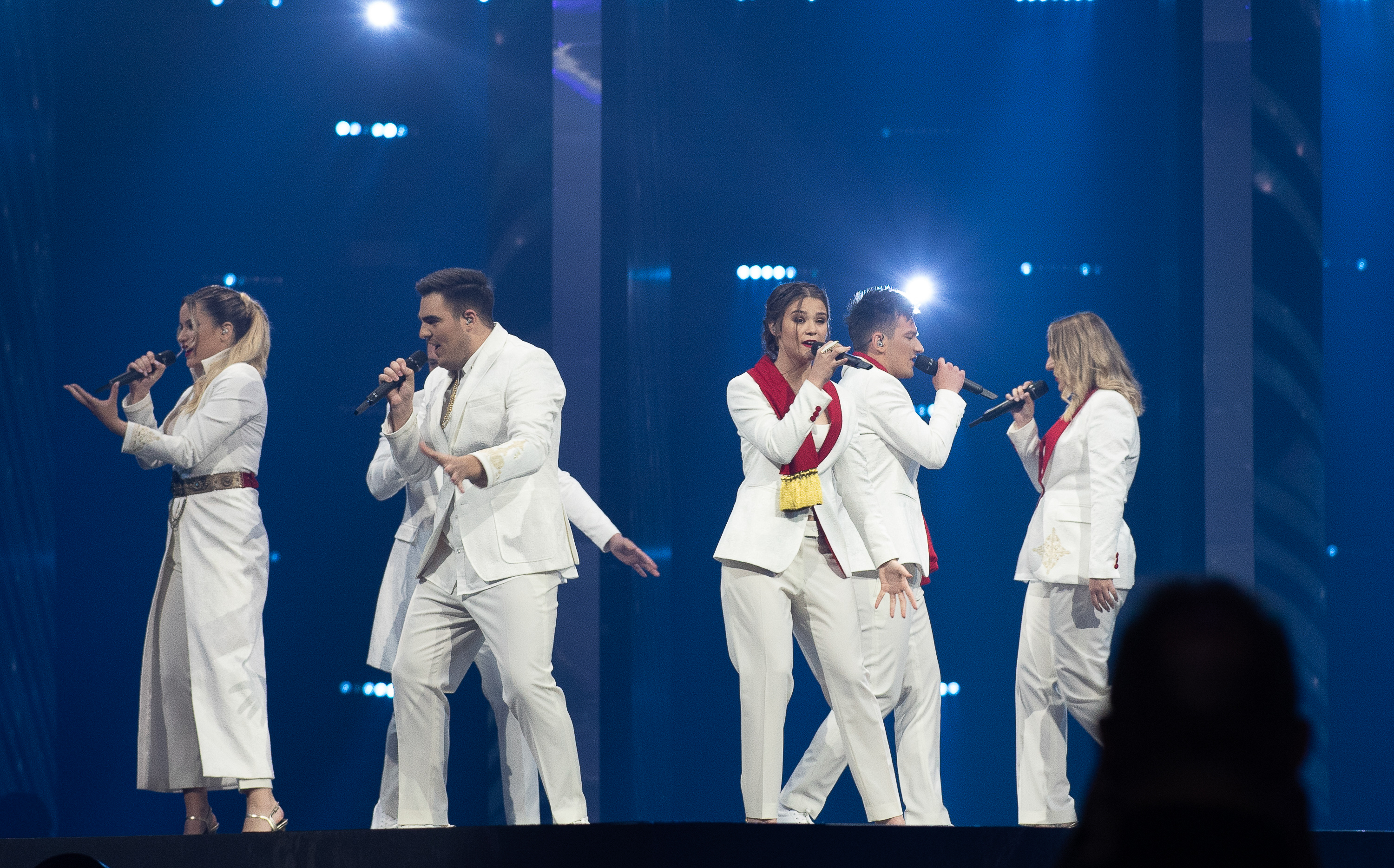
D mol a Tel-Aviv (2019)